# Арк-э-Сенан
Королевские солеварни в Арк-э-Сенан (фр. Saline royale d’Arc-et-Senans), или «старые солеварни», находятся в лесу Шо неподалёку от Безансона. Действовали с XVIII века до 1895 года. Арк-э-Сенан была одной из самых важных солеварен в Европе того времени, построенная архитектором Клодом-Николя Леду между 1774 и 1779 годами. В 1982 году солеварня Арк-э-Сенан была объявлена памятником Всемирного наследия ЮНЕСКО. Закрыта для промышленного использования в 1895 году. Ныне на территории бывшей солеварни располагается музей архитектора К.-Н. Леду.

## История
Строительство солеварен было частью грандиозного проекта создания утопического города Шо, предпринятого архитектором Клодом-Николя Леду, одним из ведущих мастеров школы мегаломанов. Леду был назначен «комиссаром солеварен Лотарингии и Франш-Конте» 20 сентября 1771 года королём Людовиком XV. В 1773 году мадам дю Барри поддержала его назначение членом Королевской академии архитектуры, что позволило Леду носить титул «королевского архитектора». Так ему доверили строительство Королевских соляных заводов Арк-э-Сенан.
Первый проект, созданный в 1774 году, предполагал идеальную геометрию огромного квадратного пространства. Вокруг центрального квадрата планировалось расположить различные здания, соединённые портиками. Внутренний двор рассекался диагонально крытыми галереями. Здания и галереи должны были поддерживаться 144 дорическими колоннами. Центральный квадратный двор предназначался для хранения дров солеварни. По углам и в центре каждой стороны планировалось создать двухэтажные квадратные павильоны, необходимые для работы солеварни: капелла, гауптвахта, пекарня, кузнечные и бондарные мастерские. Вокруг фабрики должны были быть сады, а также внушительная стена для защиты.
Проект по меркам того времени удивлял грандиозностью. Король его отверг, уточнив: «Почему капелла находится в углу и почему так много колонн, они подходят только для храмов и дворцов королей».
Архитектор и сам был недоволен своими предложениями. Новый проект под названием «Город Шо» (Ville de Chaux) был утверждён Людовиком XV в конце того же 1774 года. Для строительства выбрали новое место между сёлами Арк и Сенан. На этот раз производственные помещения образовывали правильный круг диаметром 370 м. Внутри — параллельные ряды административных зданий. Вокруг — «сады, возделываемые рабочими».
Второй проект стал попыткой применить рационализм философии Просвещения к планировке и архитектуре крупного промышленного комплекса. Строительство велось в 1775—1779 годах. Были возведены отдельные корпуса. Однако «Идеальный город будущего» так и не был построен: вначале по причине убыточности предприятия, а затем из-за разрушительных событий Французской революции.

## Архитектура
Философия и эстетика эпохи Просвещения способствовали привнесению нового содержания в архитектуру, связав мегаломанию с идеалами «простоты и величия». Французские архитекторы-мегаломаны выражали это содержание в простых геометрических формах: цилиндра, куба, шара. Архитектор Леду в трактате «Архитектура, рассмотренная в связи с искусствами, нравами и законодательством» (1804) рассматривал символическое значение простых геометрических объёмов и писал о красоте «форм, которые создаются простым движением циркуля».
Проект Арк-э-Сенан предусматривал геометрически распланированный город, где всё уподобляется символическим формам. Город в представлении архитектора представляет собой архитектурную реализацию философских размышлений XVIII столетия о взаимодействии и противостоянии природных сил человеческому гению. О размышлениях Жан-Жака Руссо, посвящённых оппозиции техники и природы, заставляет вспомнить оформление входа в Солеварни: перистиль дорического ордера и орнаментированный грот, напоминающий о солевом месторождении. «Дом правосудия» утопического города в форме куба — символ постоянства. Сфера — символ равенства — становится некрополем. Цилиндр — сквозь него проходит водный поток — «Дом директора источника». Пирамида — символ горящей свечи — Дом угольщика и кузнечной мастерской.

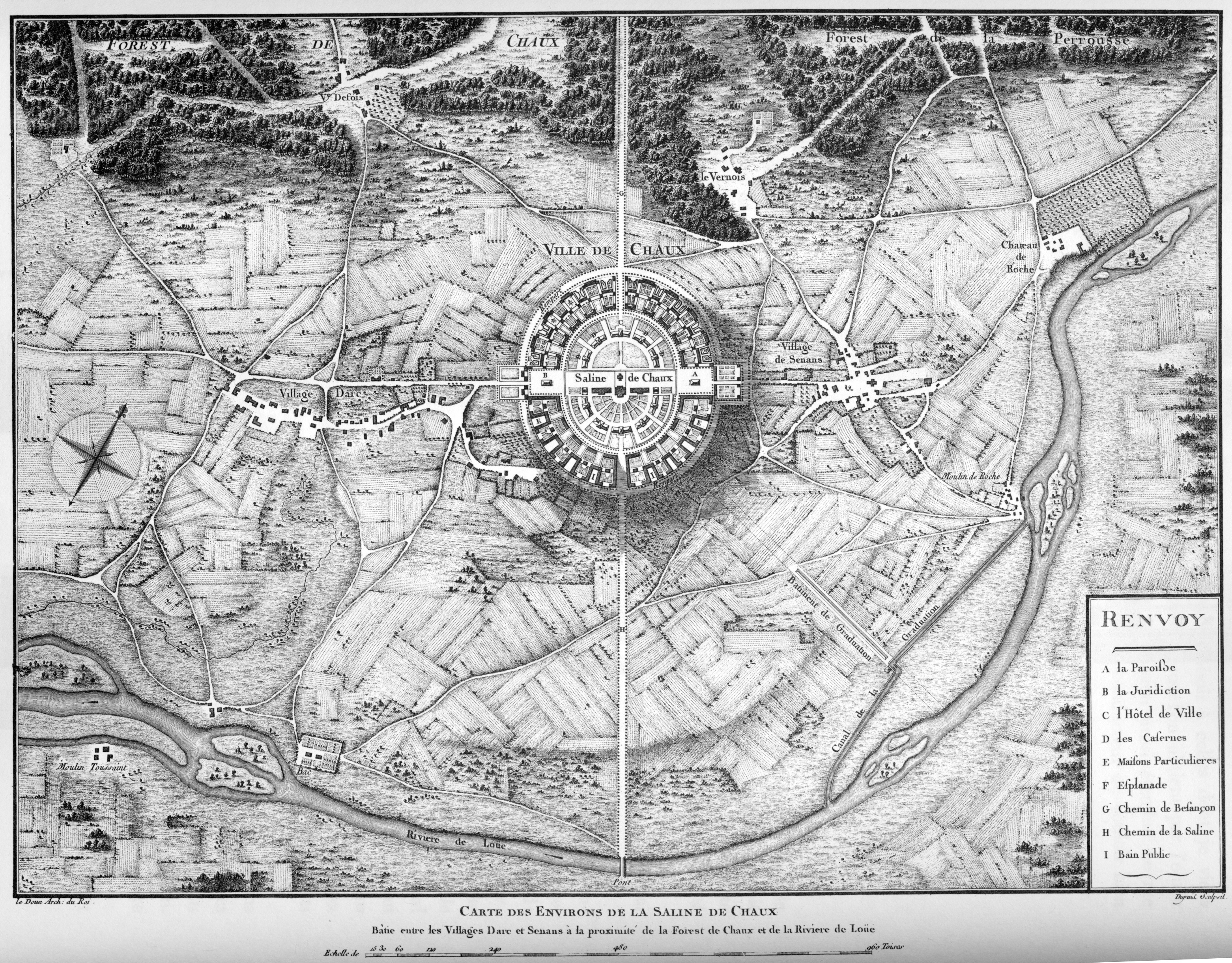
Генеральный план города Шо
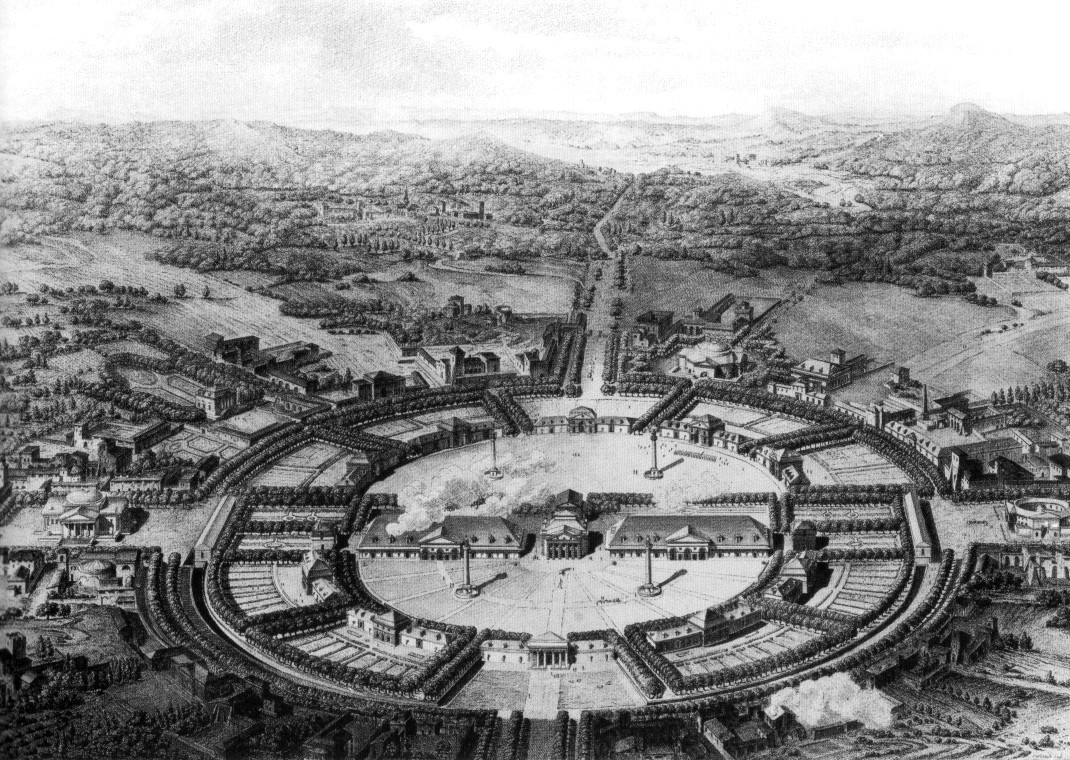
Перспектива солеварен
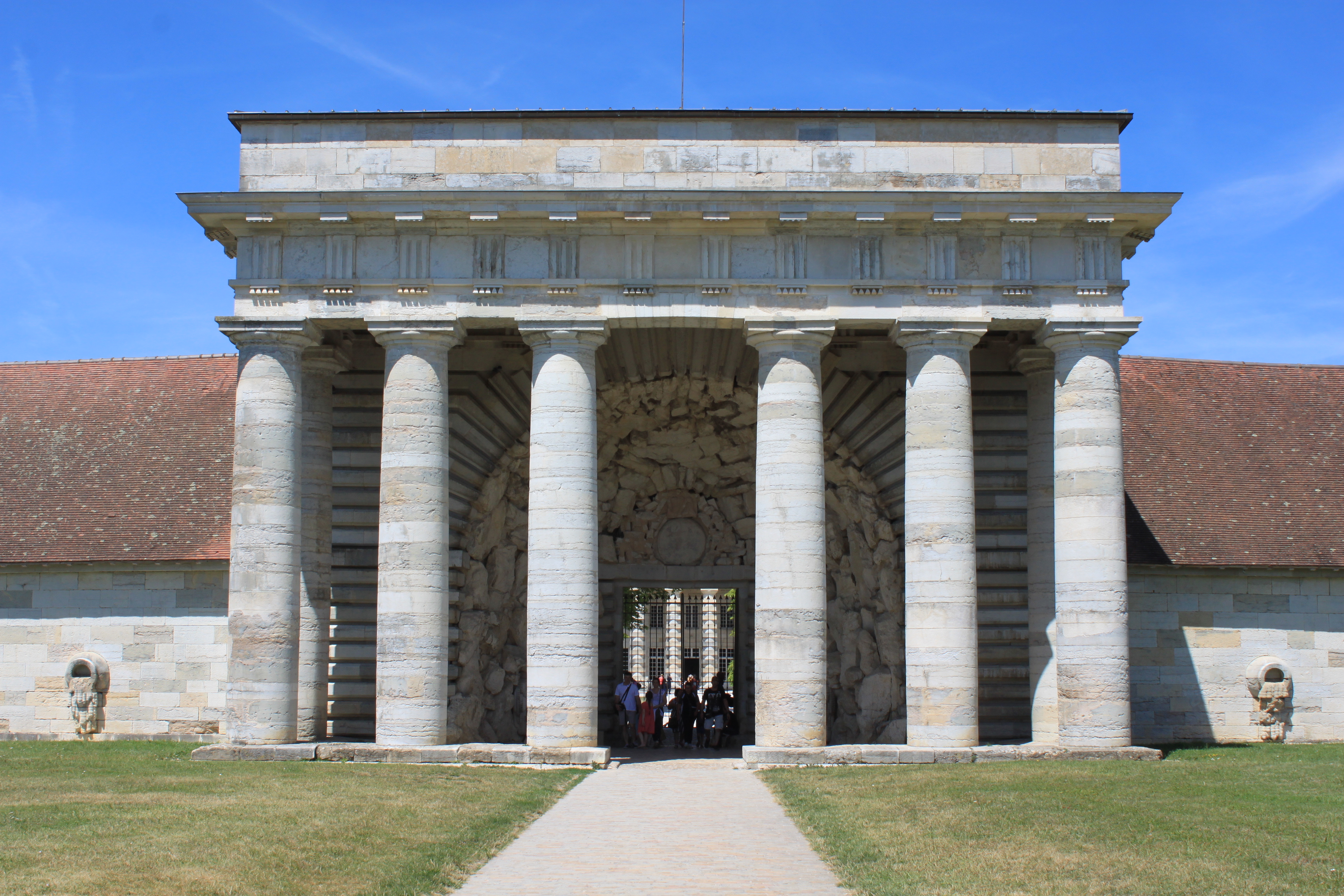
Портик входа
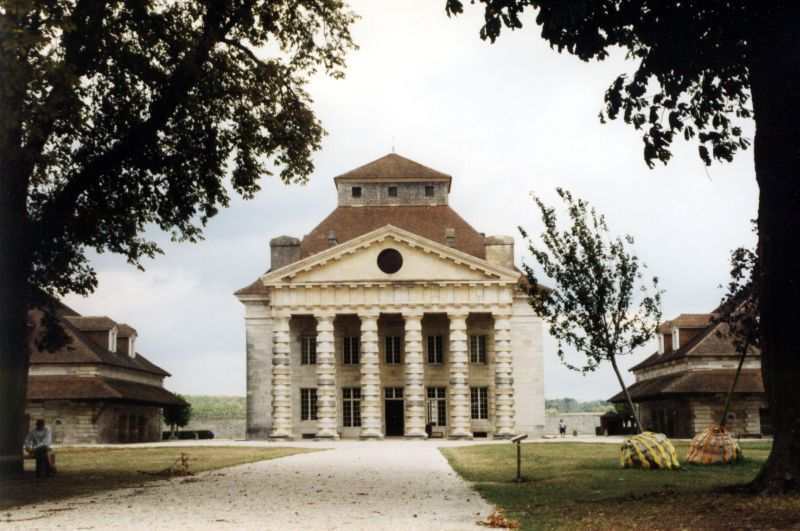
Дом директора солеварни
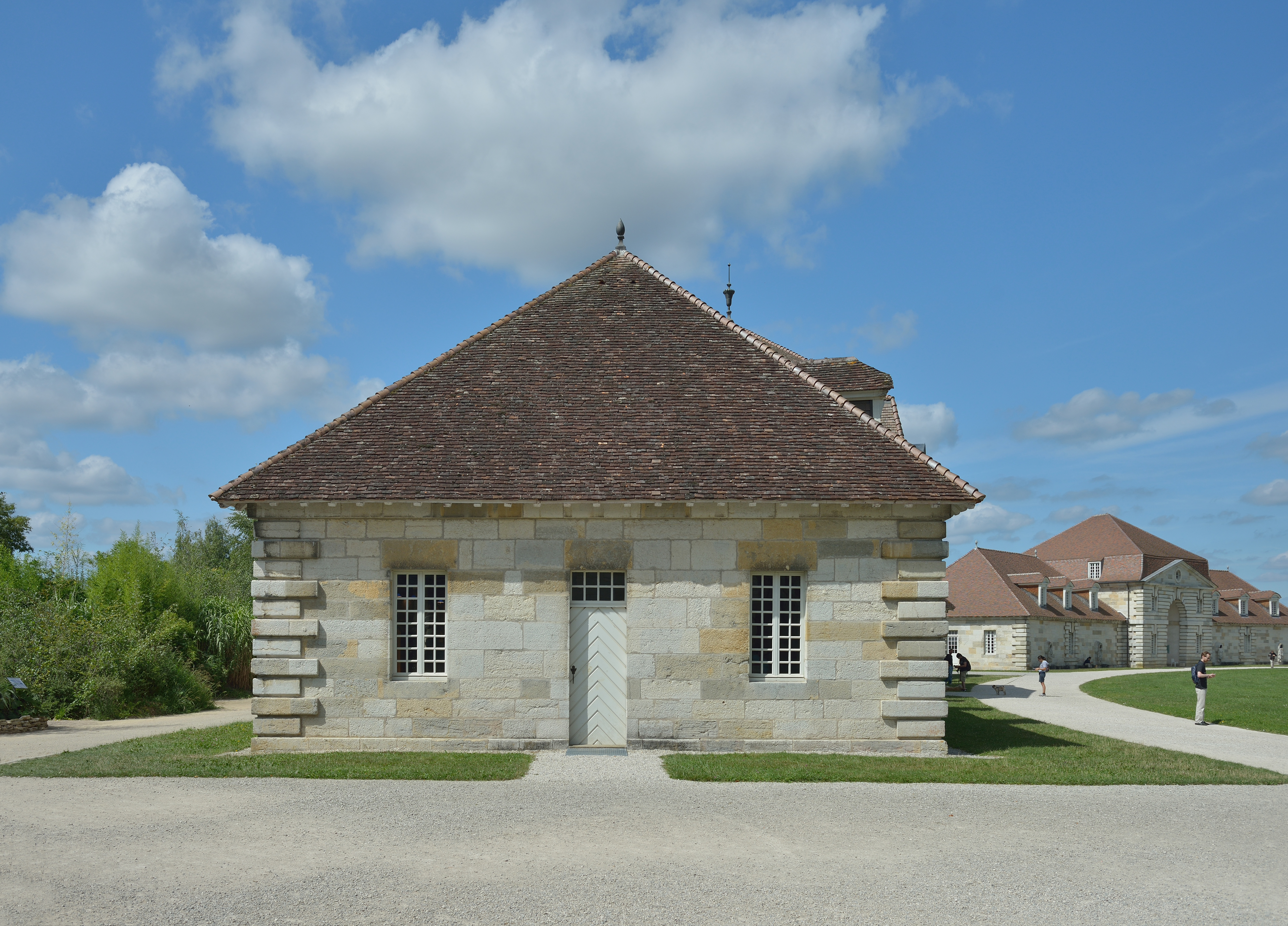
Здание гауптвахты
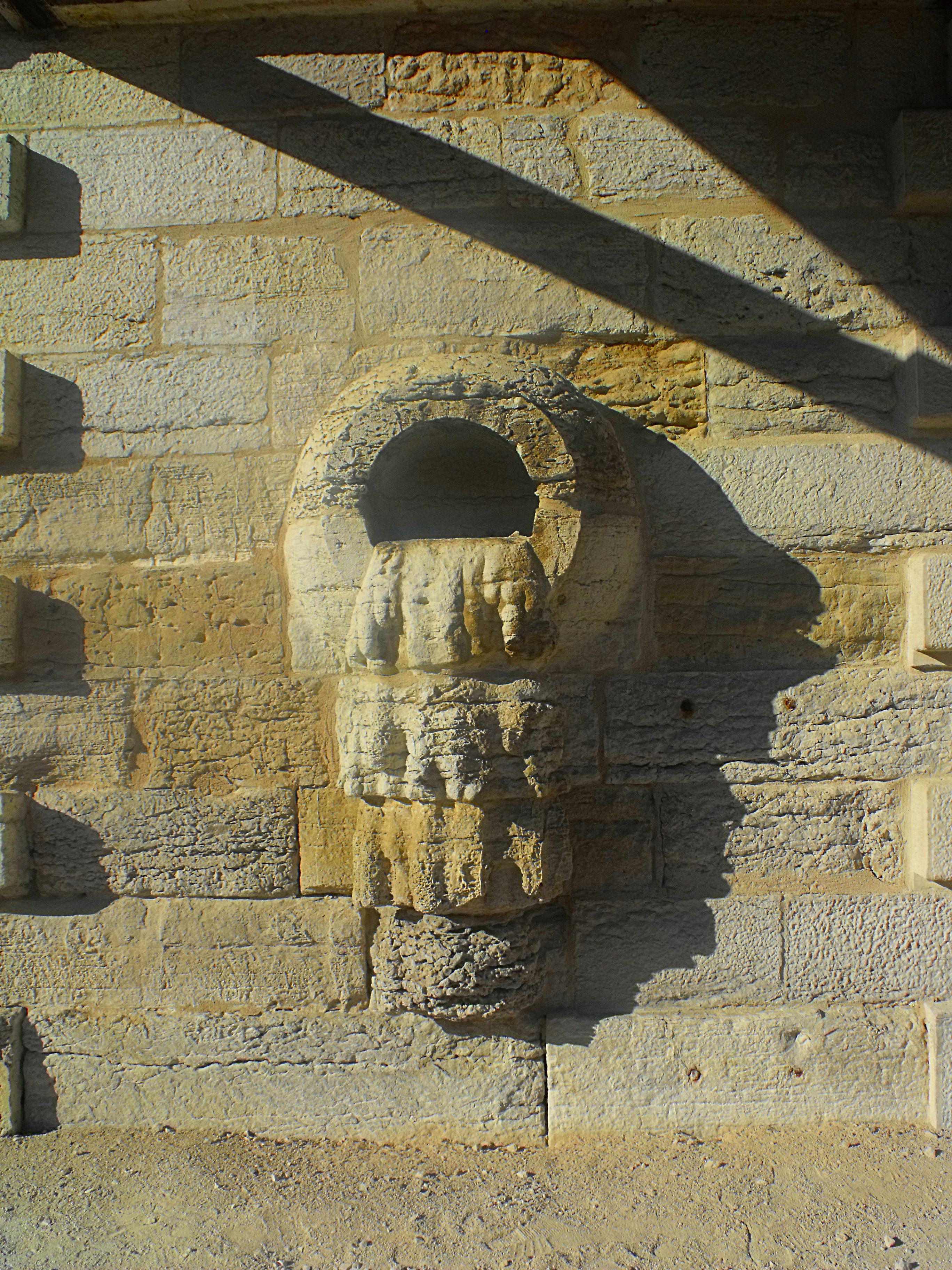
Деталь городской стены